# 트랑지리앵

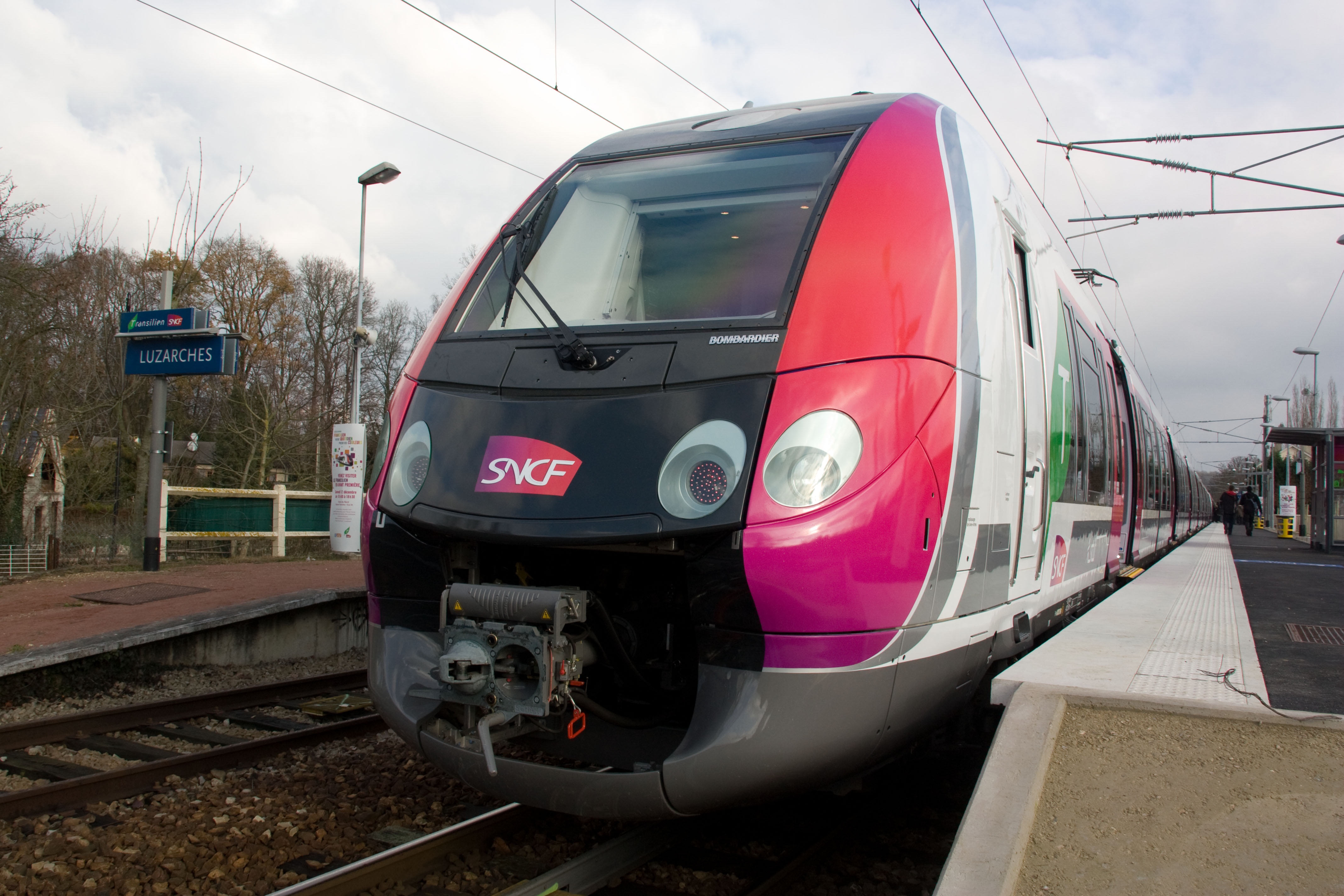
뤼자르슈 역에서 트랑지리앙 열차

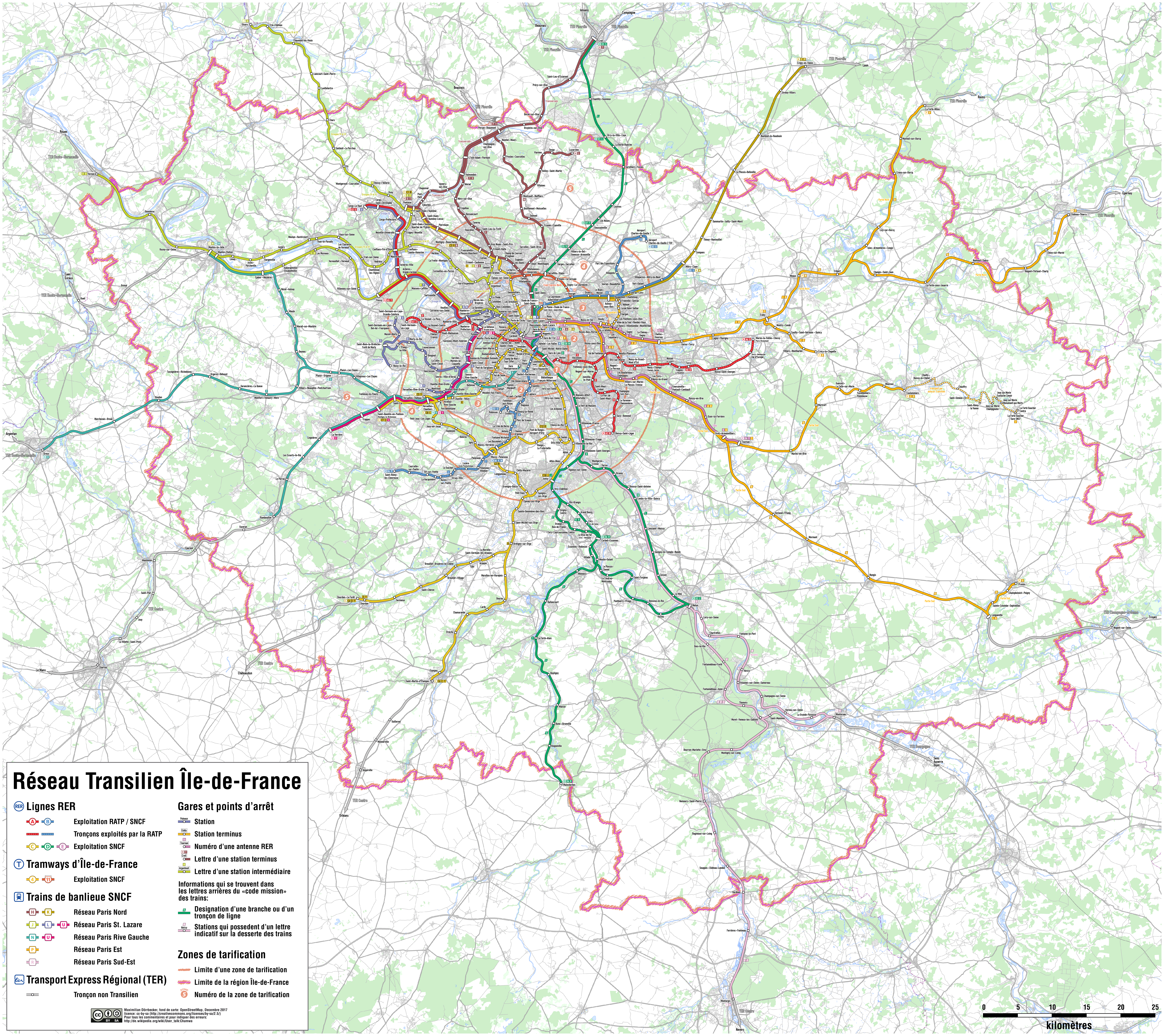
일드프랑스 지역에서의 트랑지리앙 네트워크 노선도

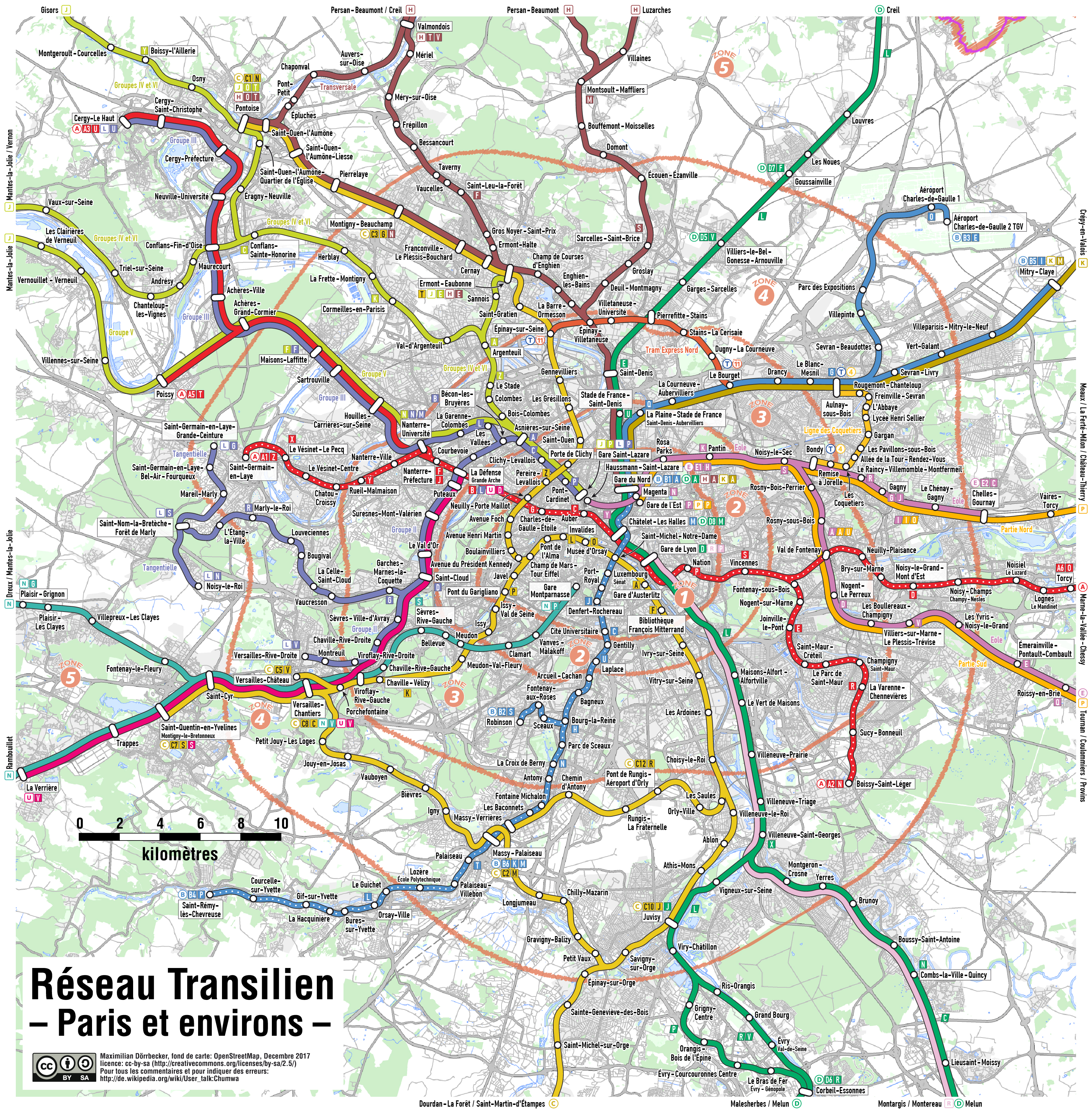
파리 지역 상세 노선도

트랑지리앵 또는 트렁지리앙(실제 발음에 가까움)(프랑스어: Transilien, 발음: [tʁɑ̃s.il.jɛ̃])은 일드프랑스 지역 내에서 운영되는 철도 서비스의 브랜드명으로, SNCF에서 운영되고 있다. "트랑지리앵(Transilien)"은 일드프랑스의 거주자를 가리키는데 사용되는 프랑스어 단어인 프렁시앙(Francilien)에서 따왔다.
트랑지리앵 열차는 파리의 주요 철도 및 RER역(많은 도심 RER역은 RATP에서 운영되지만)과 라데팡스(La Défense)의 서부 업무 지역에서 출발한다. 트랑지리앵 서비스는 2004년에 6억 1,500만 명의 승객을 운송했다.

## 역사
파리의 교외로 가는 최초 노선은 1837년 8월 26일에 개설되었다. 이 노선은 파리 생라자르(Paris-Saint-Lazare)에서 르페크(Le Pecq) 간을 운행하였다. 1972년 10월 1일에 이 노선은 RER로 넘겨졌고, RER A선으로 운용하게 되었다.

## 노선 정보
트랑지리앵은 SNCF 가이드라인에 따라 나누어져 있으며, 부서 경계와는 아무 관련이 없는 6개의 핵심 본선으로 나뉜다. 노선은 RER과 유사하게 문자로 주어진 지선으로 나뉘지만, 2005년까지는 이 문자가 장거리 승객들에게는 알려지지 않았다.
6개의 트랑지리앵 본선은 아래와 같다.:
- 트랑지리앵 P, 파리 에스트(Transilien P, Paris Est)
- 트랑지리앵 H & K, 파리 노르(Transilien H and K, Paris Nord)
- 트랑지리앵 J & L, 파리 생라자르(Transilien J and L, Paris Saint-Lazare)
- 트랑지리앵 U, 파리 라데팡스(Transilien U, Paris La Défense)
- 트랑지리앵 N, 파리 몽파르나스(Transilien N, Paris Montparnasse)
- 트랑지리앵 R, 파리 리옹(Transilien R, Paris Lyon)

시스템은 약간 복잡하며, 각각의 지자체마다 구조가 매우 다르다. 주된 문제는 다음과 같다.
- 전력 공급 장치
- 지선의 수
- 종착지 너머의 전방 교통 수단 부족
- 네트워크상의 열차의 밀도
- 급행 열차, 화물 열차, 장거리 열차, 트랑지리앵 열차 및 RER 교통을 포함한 철도 교통의 혼재.

네트워크에서 이러한 문제의 중요성은 SNCF 직원이 파업을 하거나 네트워크에서 심각한 기술 문제가 발생할 때 볼 수 있다. 그래서 수천 명의 이용객이 업무에 늦게 도착하거나, 심각한 문제가 있을 때, 회사에 막대한 재정적 부담을 주는 일을 하지 않기로 결정한다.
노선의 범위는 동심원 구역 설정으로 사용된다. 바깥 구역으로 향하는 열차는 일반적으로 특급 열차로 운행된다. 즉, 열차가 파리 종착역을 운항하는 경우 외부 주행 거리를 따라 무정차로 운행하므로 운행 시간이 단축된다.
| 분류 | 노선명 | 노선명      | 개통연도 | 운영자                       | 역 수 | 총연장 (2025년)   |
| ---- | ------ | ----------- | -------- | ---------------------------- | ----- | ----------------- |
| (A)  | (A)    | A선         | 1977     | SNCF Voyageurs/파리 교통공단 | 46    | 109 km (68 mi)    |
| (A)  | (A)    | B선         | 1977     | SNCF Voyageurs/파리 교통공단 | 47    | 80 km (50 mi)     |
| (A)  | (A)    | C선         | 1979     | SNCF Voyageurs               | 75    | 162 km (101 mi)   |
| (A)  | (A)    | D선         | 1987     | SNCF Voyageurs               | 59    | 197 km (122 mi)   |
| (A)  | (A)    | E선         | 1999     | SNCF Voyageurs               | 25    | 60 km (37 mi)     |
| (A)  | (A)    | H선         | 2001     | SNCF Voyageurs               | 46    | 138 km (86 mi)    |
| (A)  | (A)    | J선         | 2004     | SNCF Voyageurs               | 52    | 256 km (159 mi)   |
| (A)  | (A)    | K선         | 2004     | SNCF Voyageurs               | 10    | 61 km (38 mi)     |
| (A)  | (A)    | L선         | 2004     | SNCF Voyageurs               | 36    | 76 km (47 mi)     |
| (A)  | (A)    | N선         | 2004     | SNCF Voyageurs               | 35    | 117 km (73 mi)    |
| (A)  | (A)    | P선         | 2004     | SNCF Voyageurs               | 32    | 242 km (150 mi)   |
| (A)  | (A)    | R선         | 2004     | SNCF Voyageurs               | 24    | 164 km (102 mi)   |
| (A)  | (A)    | U선         | 2004     | SNCF Voyageurs               | 11    | 31 km (19 mi)     |
| (A)  | (A)    | V선         | 2024     | SNCF Voyageurs               | 7     | 15 km (9.3 mi)    |
| (A)  | (A)    | 트램 4호선  | 2006     | Stretto                      | 20    | 13.3 km (8.3 mi)  |
| (A)  | (A)    | 트램 11호선 | 2017     | Stretto                      | 7     | 11 km (6.8 mi)    |
| (A)  | (A)    | 트램 12호선 | 2023     | Transkeo                     | 16    | 20.4 km (12.7 mi) |
| (A)  | (A)    | 트램 13호선 | 2022     | Transkeo                     | 12    | 18.8 km (11.7 mi) |
| (A)  | (A)    | 트램 14호선 | 2025     | Stretto                      | 5     | 9.9 km (6.2 mi)   |

### "파리 몽파르나스" 선
이 노선의 열차는 몽파르나스 역(Gare Montparnasse)에서 다음 노선을 따라 운행한다.:
- 트랑지리앵 N(Transilien N)
  - 파리 몽파르나스(Paris Montparnasse) -  망트라졸리(Mantes-la Jolie), 플레지르그리뇽(Plaisir-Grignon) 경유
  - 파리 몽파르나스(Paris Montparnasse) - 우덩(Houdan) - 드뢰(Dreux) (베르사유상티에(Versailles-Chantiers) 이후, 플레지르그리뇽을 지나고, 모든 역을 거쳐 드뢰 까지)
  - 파리 몽파르나스(Paris Montparnasse) - 랑부예(Rambouillet)

### "파리 리옹" 선
이 노선의 열차는 파리 리옹 역(Gare de Lyon)에서 다음 노선을 따라 운행한다.:
- 트랑지리앵 R(Transilien R)
  - 파리 리옹(Paris Lyon) - 몽트뢰유(Montereau), 모레브뇌뢰사블롱(Moret-Veneux-les-Sablons)
  - 파리 리옹(Paris Lyon) - 수프샤토랑동(Souppes-Château-Landon) - 몽타르지(Montargis)
  - 믈룅(Melun) - 몽트뢰유(Montereau), 에리시(Héricy) 경유

### "파리 노르" 선
이 노선의 열차는 파리 북역(Gare du Nord)에서 다음 노선을 따라 운행한다.:
- 트랑지리앵 K(Transilien K)
  - 파리 북역(Gare du Nord) - 다마르탕 주리 생마르(Dammartin Juilly Saint-Mard) - 크레피엉발루아(Crépy-en-Valois)
- 트랑지리앵 H(Transilien H)
  - 파리 북역(Gare du Nord) - 루자르슈(Luzarches)
  - 파리 북역(Gare du Nord)  - 페르상보몽(Persan-Beaumont), Montsoult-Maffliers (동부지선) 또는 Ermont-Eaubonne (서부지선) 경유
  - 파리 북역(Gare du Nord) - 퐁투아즈(Pontoise) - 페르상보몽(Persan-Beaumont) - 브루이예르쉬르우아즈(Bruyères-sur-Oise) - 크레유(Creil)

### "파리 에스트" 선
이 노선의 열차는 파리 동역(Gare de l'Est)에서 다음 노선을 따라 운행한다.:
- 트랑지리앵 P(Transilien P) 북부지선
  - 파리 동역(Paris Est) - 모(Meaux)
  - 파리 동역(Paris Est) - 크루이쉬르우르크(Crouy-sur-Ourcq) - 라페르테밀롱(La Ferté-Milon)
  - 파리 동역(Paris Est) - 낭퇴이사시(Nanteuil-Saâcy) - 샤토티에리(Château-Thierry)
  - 파리 동역(Paris Est) - 에스블리(Esbly) - 크레시라샤펠(Crécy-la-Chapelle)
- 트랑지리앵 P(Transilien P) 남부지선
  - 파리 동역(Paris Est) - 롱그빌르(Longueville) - 프로뱅(Provins)
  - 파리 동역(Paris Est) - 쿨로미에(Coulommiers)
  - 파리 동역(Paris Est) - 라페르테고셰(La Ferté-Gaucher)

### "파리 생라자르" 선
이 노선의 열차는 생라자르 역(Gare Saint-Lazare)에서 다음 노선을 따라 운행한다.:
- 트랑지리앵 J(Transilien J) 북부지선
  - 파리 생라자르(Paris Saint-Lazare) - 코르메유장파리지(Cormeilles-en-Parisis)
  - 파리 생라자르(Paris Saint-Lazare) - 퐁투아즈(Pontoise)
  - 파리 생라자르(Paris Saint-Lazare) - 샤르(Chars) - 쥐소르(Gisors)
  - 파리 생라자르(Paris Saint-Lazare) - 망트라졸리(Mantes-la Jolie) par 콩플랑(Conflans)
- 트랑지리앵 J(Transilien J) 남부지선
  - 파리 생라자르(Paris Saint-Lazare) - 푸아시(Poissy) - 팡트라졸리(Mantes-la-Jolie)
  - 파리 생라자르(Paris Saint-Lazare) - 포르벨레(Port-Villez) - 베르농(Vernon)
  - 파리 생라자르(Paris Saint-Lazare) - 브레발(Bréval) - 에브뢰(Évreux) (망트라졸리(Mantes-la Jolie) 경유)
- 트랑지리앵 L(Transilien L) 북부지선
  - 파리 생라자르(Paris Saint-Lazare) - 세르지르오(Cergy-le-Haut)
- 트랑지리앵 L(Transilien L) 남부지선
  - 파리 생라자르(Paris Saint-Lazare) - 생클루(Saint-Cloud)
  - 파리 생라자르(Paris Saint-Lazare) - 베르사유 리브 드루아트(Versailles Rive Droite)
  - 파리 생라자르(Paris Saint-Lazare) - 생농라브레테슈(Saint-Nom-la-Bretèche)
  - 생제르맹앙레(Saint-Germain-en-Laye) - 그랑드 상듀르(Grande ceinture) - 누아시르루아(Noisy-le-Roi)

### "라데팡스-라베리에르" 선
이 노선의 열차는 라데팡스 역(La Défense)에서 다음 노선을 따라 운행한다.:
- 트랑지리앵 U(Transilien U)
  - 라데팡스(La Défense) - 라베리에르(La Verrière)

## 철도 차량
트랑지리앵에서 사용된 철도 차량은 교외의 차량을 오랫동안 개조한 데서 비롯되었다. 트랑지리앵 네트워크에서 사용되는 차량은 아래와 같다.:
- SNCF BB 27300 기관차
- Voiture de banlieue à 2 niveaux(VB2N, 2등급 통근열차)
- SNCF BB 17000 기관차
- SNCF Z 22500 전동차
- SNCF Z 50000 전동차[1]

2002년 1월 16일, SNCF Louis Gallois 회장, Jean-Pierre Duport 일드프랑스 단체장 및 Jean-Paul Huchon 지부장이 참석한 파리 동역에서 열린 기념식에서, 트랑지리앵의 새로운 차량이 발표되었다.
노선의 보수 및 재건을 위해 사용된 설계는 2000년 10월에 수여된 계약 하에 두 개의 외부 기관에서 수행했다. RCP 디자인 글로벌(RCP Design Global)은 외부 디자인과 내부 신호체계를 제공했으며 아방트 프리미에르(Avant Première)는 내부 디자인을 제공했다. 모든 차량은 문과 내부 특성을 강조하는 색상의 패널이있는 새로운 파란색과 회색의 트랑지리앵 도색이 되어있다. 모든 차량은 반달리즘 행위의 영향을 줄이기 위해 그래피티 방지 코팅으로 처리되었다. 열차는 전통적인 롱시트 대신 개별 시트를 갖춘 새로운 인체 공학적 디자인의 좌석을 갖추고 있다. 시트는 파랑,노랑,빨강으로 이루어진 파손 방지 직물을 외장으로 사용했다. 열차 내 승객 분포를 개선하기 위해 순환 및 차량간의 문이 수정되었다.

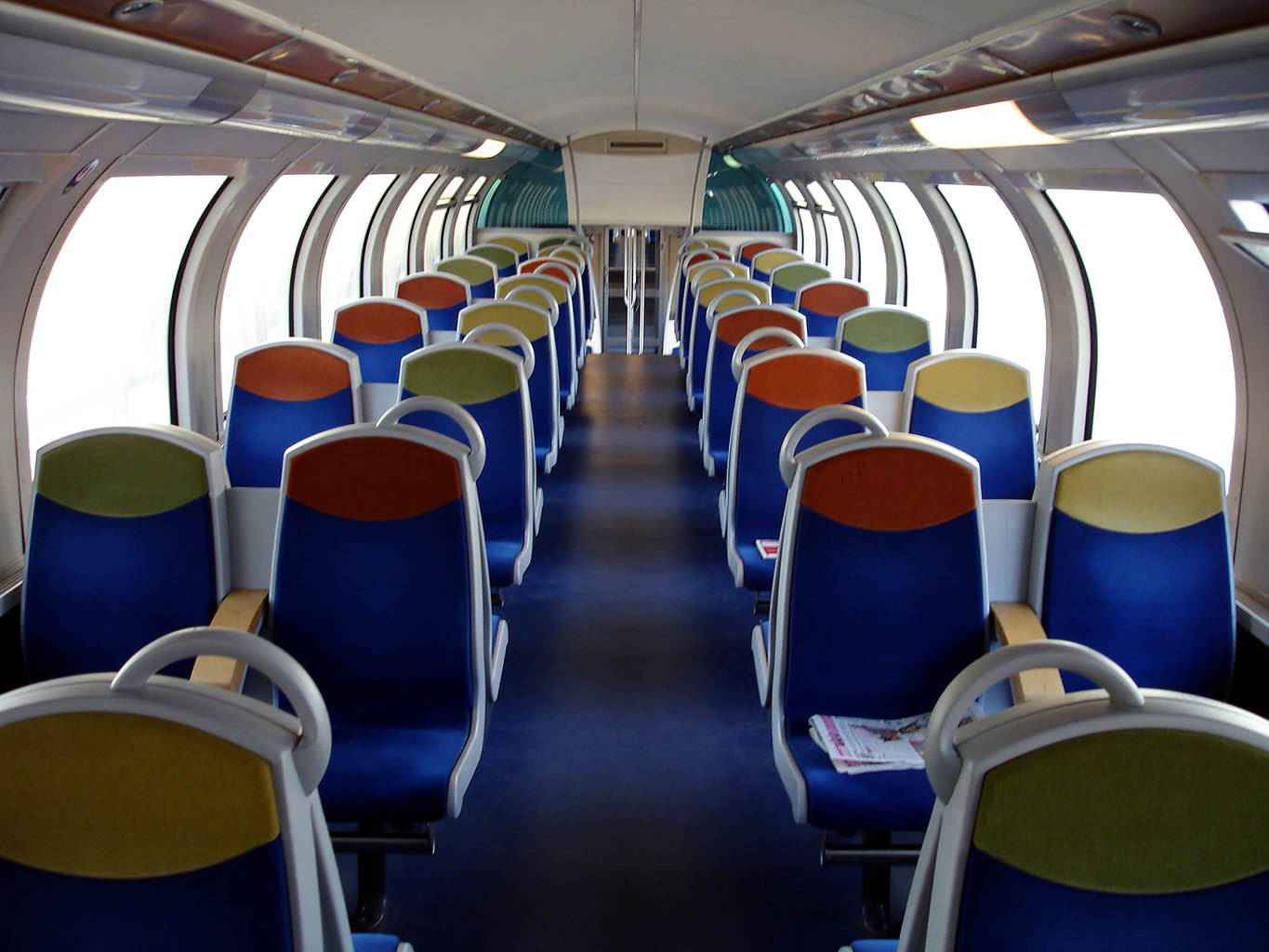
트랑지리앵 1등석.
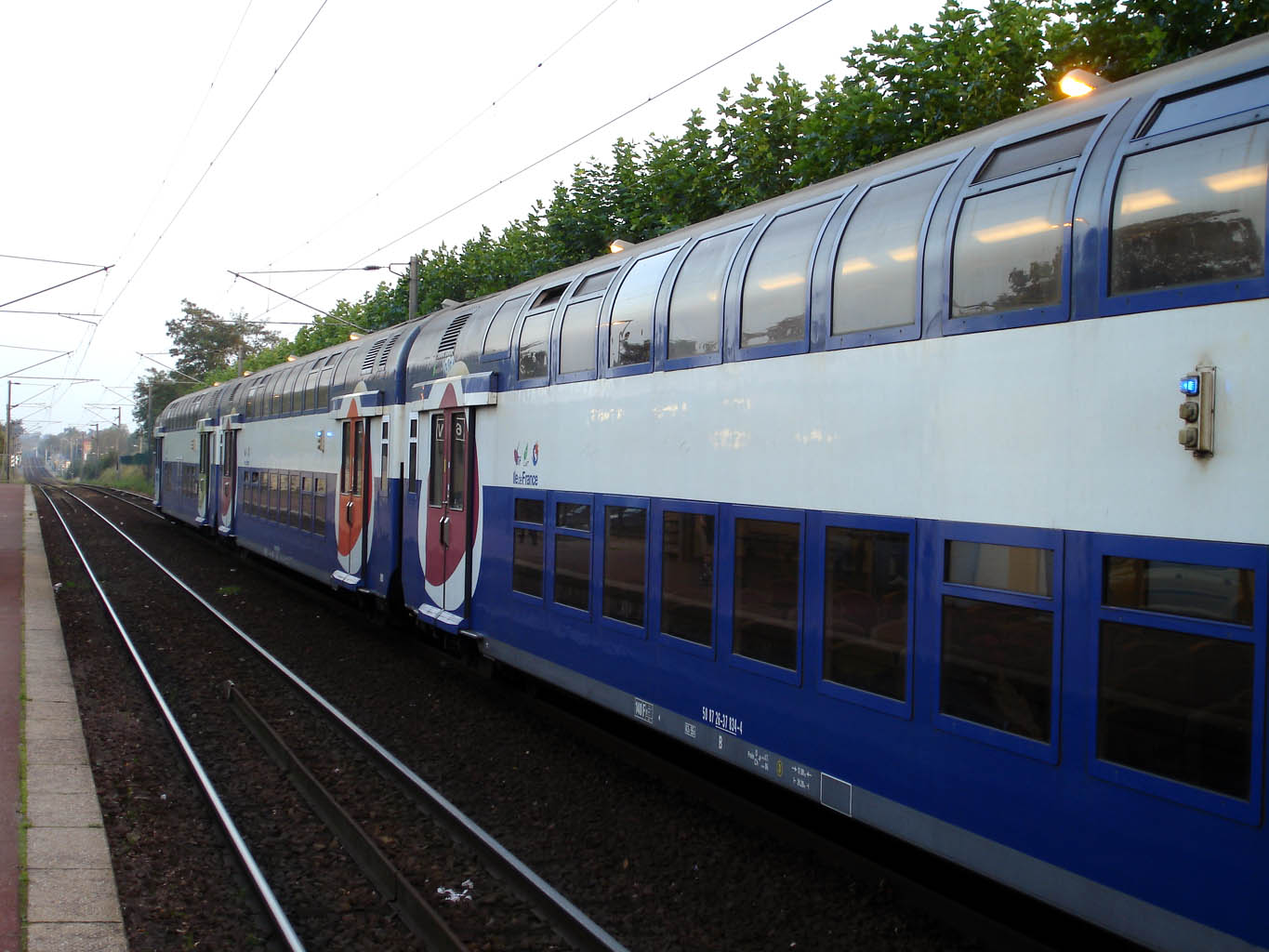
트랑지리앵의 새 도색.
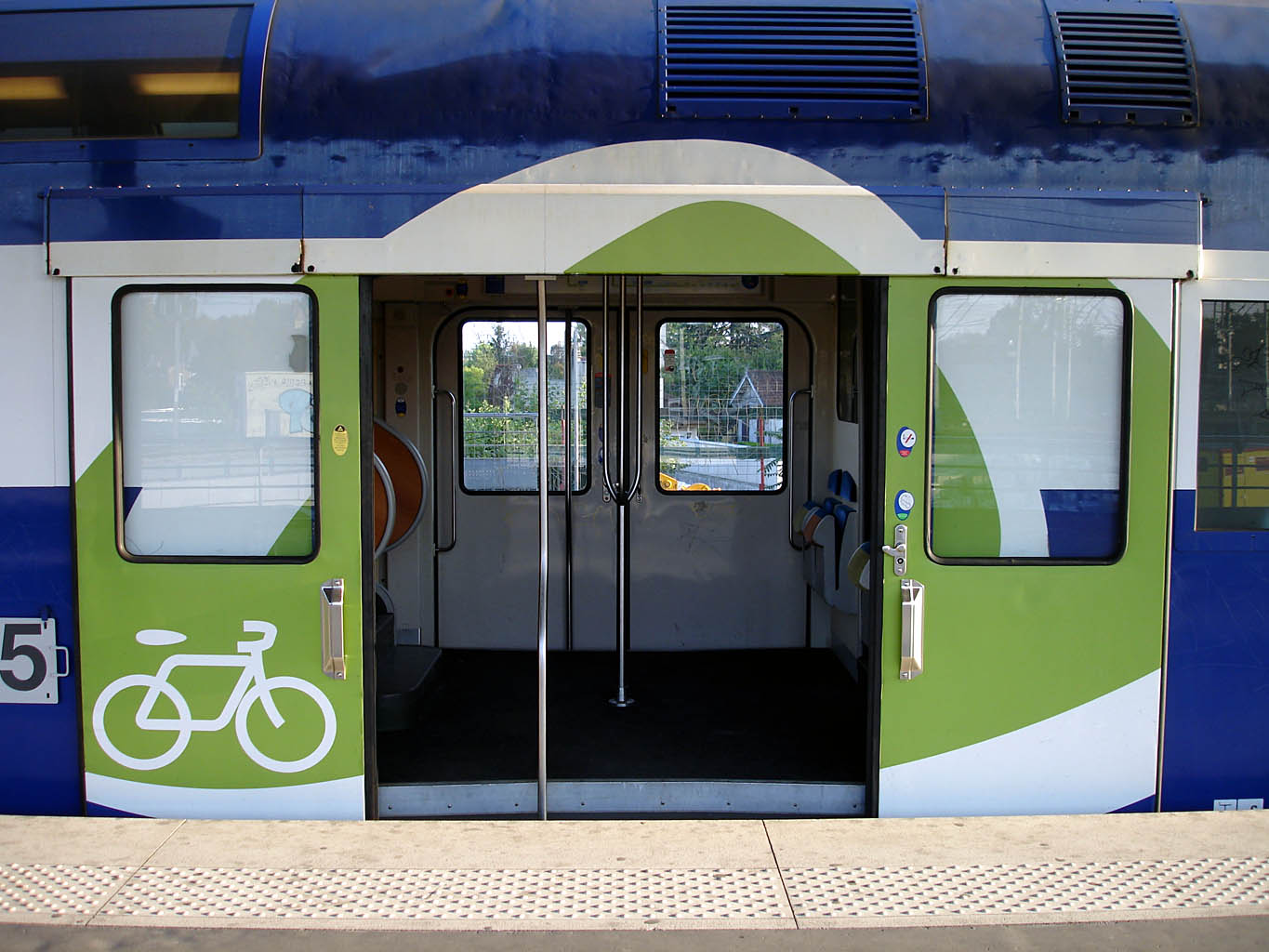
열린 출입문.
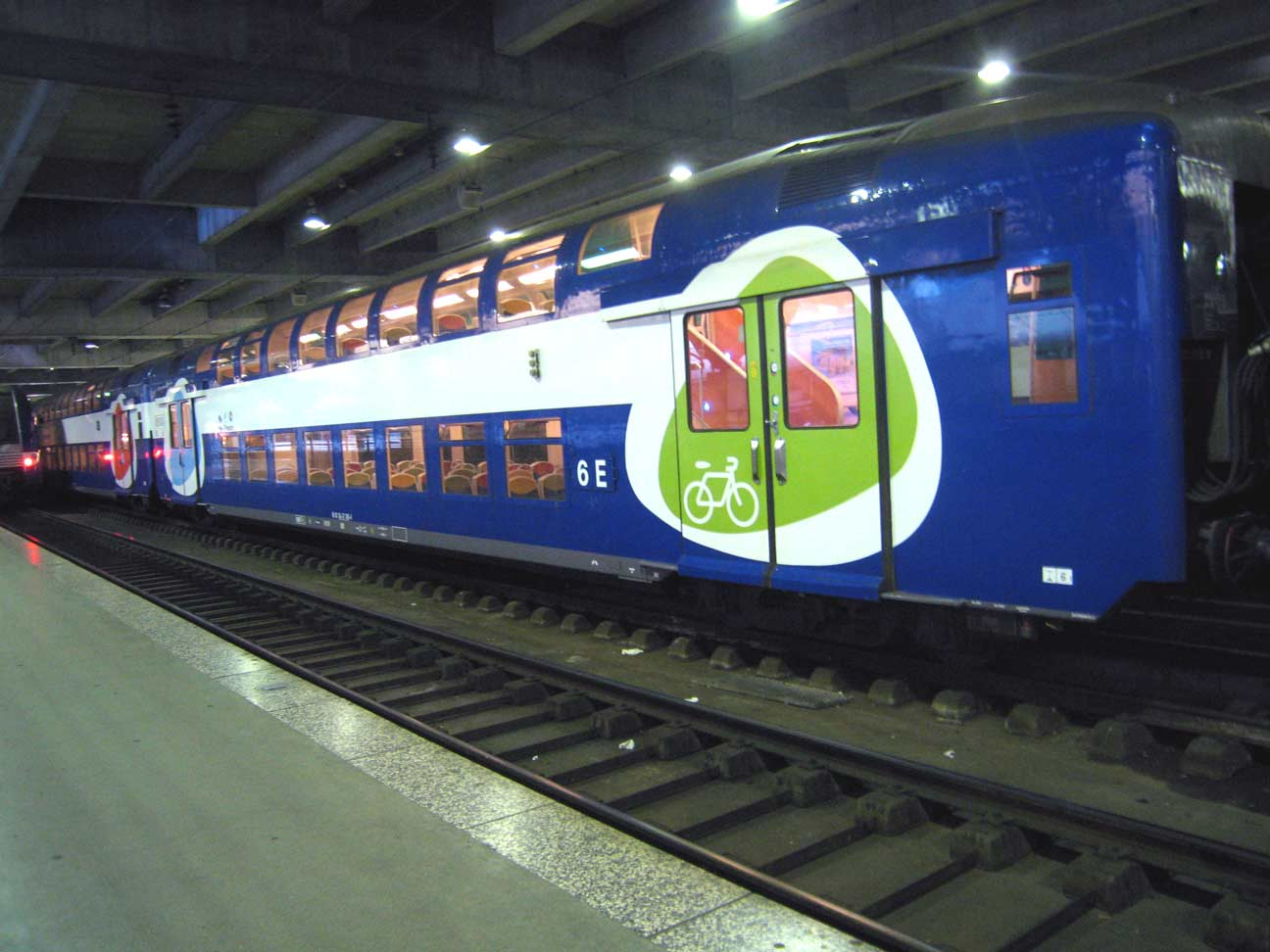
닫힌 출입문.

## 같이 보기
- Tangentielle Nord
- 그랑드 상듀르 선